# 豎琴猛蝦蛄
豎琴猛蝦蛄（学名：Harpiosquilla harpax）为蝦蛄科猛蝦蛄屬下的一个种。